# El Triunfo (Ecuador)
El Triunfo, ehemals bekannt als Boca de los Sapos, ist eine Stadt in der Provinz Guayas von Ecuador. Sie ist Sitz des Kantons El Triunfo, der aus nur einer einzigen Parroquia besteht.

## Geschichte
El Triunfo erhielt seine Kantonalisierung aufgrund der Bemühungen und der Entscheidung einer Gruppe von Siedlern, die die Trennung vom Kanton San Jacinto de Yaguachi anstrebten. Das Nationale Abgeordnetenhaus, unter dem Vorsitz von Gary Esparza Fabiani, erließ das Gesetz zur Gründung des Kantons El Triunfo. Der Kanton El Triunfo entstand am 25. August 1983.

## Demografie
Im administrativen Stadtgebiet leben 34.863 Einwohner. Die Bevölkerung bestand 2010 zu 74,9 % aus Mestizen, zu 8,1 % aus Weißen, zu 0,7 % aus Indigenen, zu 10,8 % aus Afroecuadorianern, zu 5,1 % aus Montubio und zu 0,3 % aus sonstigen Ethnien. Die Alphabetisierungsrate lag bei 92 % der Bevölkerung.
| Zensusjahr | Einwohnerzahl |
| ---------- | ------------- |
| 1990       | 16.399        |
| 2001       | 24.701        |
| 2010       | 34.863        |